# Yeohlee Teng
 (juillet 2020).
Pour les articles homonymes, voir Teng (homonymie).
Yeohlee Teng est une créatrice de mode américaine d'origine malaisienne-chinoise. Son travail a été exposé au Palais Galliera, au Metropolitan Museum of Art et au Victoria & Albert. Elle reçoit le National Design Award, la récompense américaine de Smithsonian Cooper-Hewitt pour le design de mode en 2004.

## Éducation
Elle est originaire de Penang où elle a fréquenté l'école de filles de St. George, une école secondaire a George Town. Elle a étudié la mode à la Parsons School of Design de New York.

## Travail
Yeohlee pratique un design écologique et universel. Elle utilise des méthodes zéro déchet pour créer des vêtements multi-fonctionnels.
Andrew Bolton, conservateur du Costume Institute du Metropolitan Museum of Art, a déclaré que Yeohlee partage la vision des fondateurs du Victoria and Albert Museum de promouvoir et d'approfondir l'utilisation des processus nouvellement développés dans le domaine. À propos de ses vues sur la décoration, Bolton a déclaré que Yeohlee considère l'ornement comme intrinsèque à leur construction et comme acceptable uniquement lorsque cela est justifié par la construction, prêtant à ses robes distinction et raffinement tout en responsabilisant le porteur et en facilitant le mouvement. 
Yeohlee a dirigé le projet Made in Midtown en tant que secrétaire général au conseil d'administration du Conseil des créateurs de mode américains. En partenariat avec le Design Trust for Public Space et Making Midtown les collections YEOHLEE sont conçues, développées et produites dans le Garment District de New York.